# シーザリオ
シーザリオ（欧字名:Cesario、2002年3月31日 - 2021年2月27日）は、日本の競走馬・繁殖牝馬。
2005年の優駿牝馬優勝馬で、続くアメリカンオークス招待ステークスも制し、日本調教馬として初めてアメリカのG1競走を勝利した。そのほか、フラワーカップ優勝、桜花賞2着など、競走馬として通算6戦5勝。2005年のJRA賞最優秀3歳牝馬、最優秀父内国産馬。競走馬引退後は繁殖牝馬としてエピファネイア、リオンディーズ、サートゥルナーリアという3頭のGI馬、種牡馬を輩出した。
馬名の由来はシェークスピアの喜劇『十二夜』の登場人物から。

## 競走馬時代

### デビュー前
2002年3月31日、北海道早来町のノーザンファームで誕生した。
父スペシャルウィークは、現役時代に1998年の東京優駿、1999年の天皇賞（春）、天皇賞（秋）、ジャパンカップなどを勝利し、通算17戦10勝の成績を残した種牡馬。サンデーサイレンスの代表的な後継種牡馬と目されたが、後にその初年度産駒は伸び悩みを見せることになる。本馬はその2世代目の産駒にあたる。
母キロフプリミエール（父サドラーズウェルズ）は、現役時代にアメリカG3競走のラトガーズBCハンデキャップなどを勝利し、通算13戦5勝の成績を残したイギリス産の繁殖牝馬。キロフプリミエールは英オークス馬ピアを3代母に持つ血統馬で、その半妹には函館スプリントステークス2着馬マザーメリー、半弟にはオープン馬イブキウッドマン、甥にはマイル以下で重賞4勝のゴスンバーグ、叔父にはサセックスステークスおよびジュライカップでG1競走2勝のチーフシンガーがいる。1995年に日本へ輸入され、当初はサンデーサイレンス産駒を3頭出産、続いて1999年にはペンタイア、2000年にはダンスインザダークと配合された。2001年には初め4月13日にエンドスウィープが付けられたが、不受胎から5月2日にスペシャルウィークと配合。この結果、翌2002年に父にスペシャルウィーク、母にキロフプリミエール、青毛の毛色を持つ本馬を出産した。

キャロットファームの勝負服

本馬はキャロットファームによって、総口数400口、1口出資額3万5000円の総額1400万円で募集された。シェークスピアの作品『十二夜』でヒロインのヴァイオラが男装する際に用いた名前から、「シーザリオ」（英語: Cesario）という競走馬名が与えられた。
本馬は「ちょっと種子骨に鬆が入っているんだけど、いい母系の馬なので、やってみないか」と調教師の角居勝彦に持ち掛けられ、同い年のディアデラノビアとともに角居に預託された。2002年、当歳の本馬を見た角居は「バランスも格好も良い馬」という印象を抱いていた。当初は2004年の夏にデビューする予定だったが、靭帯炎を発症。前脚の球節にある種子骨の生来の弱さに由来する脚部不安からデビューは遅れ、入厩は2歳の11月となった。
2004年末に行われた角居厩舎の忘年会において、「今年は貢献出来ずに申し訳ありませんでした」と陳謝した騎手の福永祐一に対して「悪いのはこちらの方。良い思いをさせてあげられなかった」と考えた角居は、その直後、クリスマスにデビューする予定の本馬の鞍上に福永を指名した。

### 2歳（2004年）
本馬の調教助手を手掛けた岸本教彦は「素直で走る」という印象を抱き、競馬学校時代の知己でもある福永にこれを伝えた。福永はその新馬戦で初めて本馬に跨る運びになったが、問題の無い口向きや乗り心地の良さを感じ取り、岸本の言う「走る馬」であることを理解した。
2004年12月25日、阪神競馬場で行われた第6競走の2歳新馬戦（芝1600メートル）でデビューし、2番人気に支持された。競走では中団追走から直線で伸び、ダンツクインビーに1馬身1/2差を付けて、1分36秒7の勝ち時計で優勝した。

### 3歳（2005年）

#### 3連勝まで
2005年1月9日、新馬から中1週の間隔で中山競馬場の寒竹賞（3歳500万下、芝2000メートル）に出走し、4番人気に支持された。競走では道中3番手を追走し、最後は追い込んだ1番人気アドマイヤフジをクビ差の2着に抑え、2分1秒6の勝ち時計で優勝した。牡馬に交じって新馬のマイル戦と続く2000メートル戦を連勝したことで、将来への期待が高まった。
デビュー2戦で使い詰めたことから休養を取って少し間を空け、3月19日に桜花賞への最終便となるフラワーカップ（GIII）に出走。単勝1.4倍の圧倒的1番人気に支持され、競走では道中好位2番手から3番手で先行し、最後は逃げ粘ったスルーレートに2馬身1/2差をつけて優勝した。勝ち時計の1分49秒0は中山競馬場施行時に限った同競走におけるレコードタイムであった。また、3連勝で同競走を制するのはマイネヌーヴェル、ダンスインザムードに続く3年連続でのことであった。

#### 桜花賞

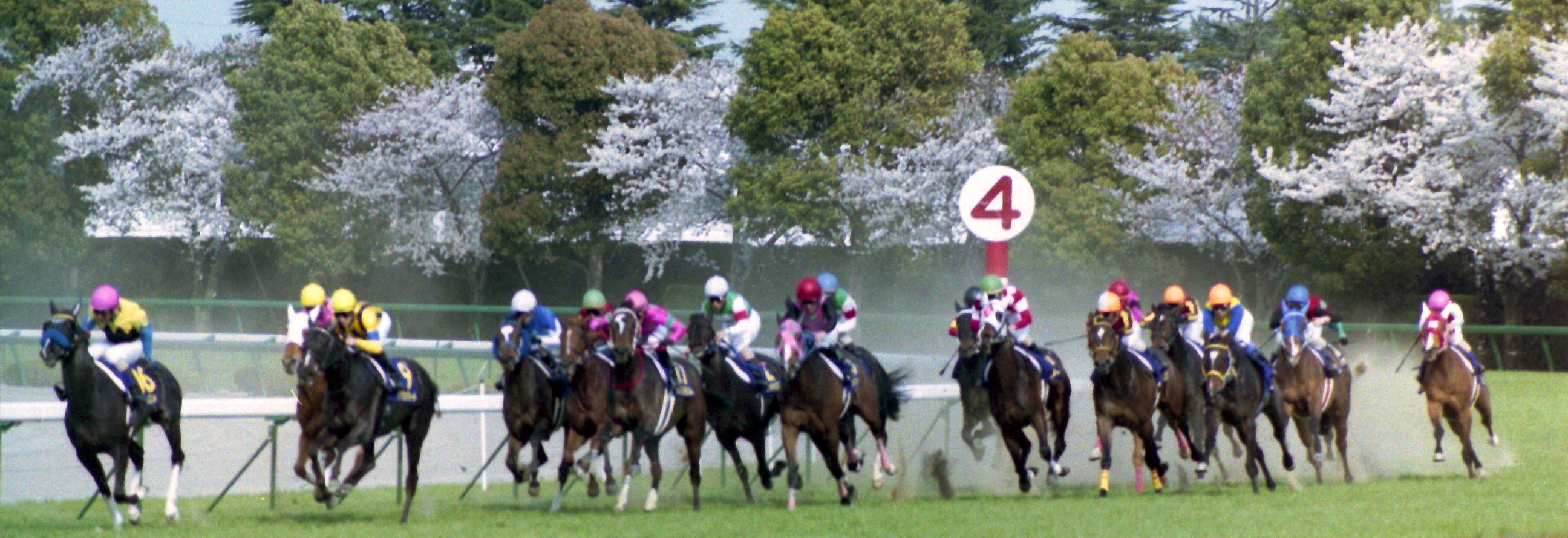
第65回桜花賞

同年の牝馬クラシック路線では、福永のお手馬として、3戦無敗の本馬のほかにもう1頭、2歳時から騎乗していた4戦3勝のラインクラフトがいた。福永は先約を優先してラインクラフトに騎乗して桜花賞に臨んだ。本馬は地方の吉田稔への乗り替わりとなった。
4月10日に阪神競馬場で行われた第65回桜花賞では、本馬が単勝3.9倍で1番人気、これに単勝4.6倍のラインクラフト、6.5倍のエアメサイアが続いた。1コーナーのポジション争いで他馬に入られて後方の位置取りとなった本馬に対して、ラインクラフトは好位置の4番手追走。最終コーナーを10番手で通過した本馬は、出走馬中最速の上がり3ハロン34秒4で追い込んだが、レースレコードで走ったラインクラフトにアタマ差届かず2着に敗れた。競走後、鞍上の吉田は位置取りのほか、流れに乗れなかったことについて言及した。

#### 優駿牝馬
ラインクラフトが距離適性の観点から桜花賞馬として初めて牡馬混合のNHKマイルカップに駒を進め、再び角居が福永に騎乗依頼を行ったため、クラシック二冠目の優駿牝馬では福永とシーザリオとのコンビが復活した。桜花賞馬が休養を理由とせずに不出走、という過去に類を見ない状況のなか、桜花賞でラインクラフトに迫った末脚や、距離延長に向くと目された血統背景から、シーザリオが単勝1.5倍の1番人気に支持された。これに離れた人気で単勝8.6倍のエアメサイア、9.0倍のフローラステークス優勝馬ディアデラノビアが続いた。典型的な逃げ馬がおらず、福永も「ペース次第で逃げてもいい」と語るようなメンバー構成であったが、発走すると本馬は出脚がつかず、さらに外から次々に被せられ後退、最初のコーナー通過時点で15番手追走という後方からの位置取りになった。エイシンテンダーが緩やかに逃げるなか、ペースや隊列の順序に大きな変動がないまま、本馬は12番手という後方の位置取りのまま最終コーナーへ差し掛かった。直線では、残した余力で逃げ込みにかかるエイシンテンダーにまずエアメサイアが並びかけ、これにディアデラノビアも追いかかったが、さらに大外から本馬が急追。出走馬中最速の上がり3ハロン33秒3の末脚で追い込み、最後はエアメサイアをクビ差捉えきって優勝した。
これにより、父のスペシャルウィークには産駒による初のGI勝利がもたらされた。生産牧場のノーザンファームは五大クラシックの完全制覇を達成。鞍上の福永は東京GIを三連勝し、また前年のダイワエルシエーロに続き、騎手として史上5人目となるオークス連覇を達成した。騎手が異なる競走馬で同一年の桜花賞及び優駿牝馬を勝利したのは、1965年の加賀武見以来史上2人目のことであった。
鞍上の福永は競走後に「決してほめられる騎乗ではなかったけど、馬に勝たせてもらいました」と語った。

#### アメリカンオークス
その後、シーザリオの次走は7月にアメリカのハリウッドパーク競馬場で行われる第4回アメリカンオークスに決定した。同競走は当時の3歳牝馬にとっては優駿牝馬の後の有力な目標の一つで、前年には桜花賞馬ダンスインザムードが僅差の2着に入っていた。一方、日本調教馬によるアメリカにおける勝利は、シンボリルドルフやタイキブリザードなどによる知られた挑戦があったなか、1959年のハクチカラ以来46年の間途絶えていた。角居はアグネスワールドのジュライカップ優勝やエアシャカールの遠征を森秀行厩舎の技術調教師として現地で見ていたが、自らの開業後、「世界に通用する厩舎にする」という指針を掲げていた角居には初めての海外遠征であった。 角居は同競走への出走にあたって、ダンスインザムードを遠征させた藤沢和雄厩舎のスタッフから流れや段取りなどの情報を収集。また耳にしたエピソードを基に、工夫を試みた。遠征期間中のアメリカ独立記念日にあたってハリウッドパーク競馬場付近で派手な花火が打ち上げられることを知ると、その対策として普段は使用しないメンコを用意。また、同競馬場には綱を張れる洗い場が無いことを知ると、その環境に順応させるため、日本にいる時点から一人が馬体を持って一人が洗う、というように洗い方を変更した。
当初は、仲の良い優駿牝馬3着の僚馬ディアデラノビアとともに遠征する予定だったが、同馬の骨折が判明したためにシーザリオ1頭で参戦する運びとなった。長距離輸送と検疫を経て、6月20日に現地入り、ハリウッドパーク競馬場に到着した。調教助手の岸本によると、検疫明けは「さすがにうるさかった」が、2日目以降はおとなしくなったという。鈴木裕幸によると、輸送によって馬体が少ししぼんだが、日本から持ち込んだ飼い葉を食べて横幅を戻したという。レーシングマネージャーの清田俊秀が、岸本と鈴木のバックアップを行った。入国を見届けた角居は一時帰国し、競走直前の7月1日に再びアメリカへ入り、「自分の管理する馬で海外の競馬に挑戦するのはずっと昔からの夢でした」と語った。競馬場での調教時は、ポニーに誘導されて馬場に出入りした。この際に本馬はポニーを凌ぐほどの落ち着きを見せ、日本では行われないポニーによる誘導にも懸念が無いと見なされたことから、角居は競走当日の馬場入りにもポニーを用いることを決定した。福永も6月29日には現地で本馬の仕上がりを見た。また30日には陣営が福永の騎乗を一鞍確保したことで、福永は現地の初騎乗を通じてアメリカの競馬の競走手順や雰囲気を学び取ることができた。
アメリカ勢の有力馬には、フランケル調教師に「スーパーフィリー」と称されていた4戦無敗の芝馬メリョールアインダ、前走のG2競走で不利を受けながらレコード勝ちを収めたスリーディグリーズが出走。ヨーロッパからは、イタリア1000ギニー馬シルヴァーカップ、イタリアオークス2着馬ハロウドドリームなどが遠征していた。そのほか、シンハリーズ、イスラコジーン、シルクアンドスカーレットなどが出走馬に名を連ねた。
そのなかでシーザリオの陣営は、12番目の枠順抽選で、大外13番枠を引き当てた。窮屈なつくりである同競走の芝コースにおける大外枠は、最内枠のような内で包まれる可能性は無い一方で、発馬で後手を踏むと後方からの競馬を余儀なくされる可能性がある枠順である。経験のない競馬場においてどのタイミングで仕掛けるかということが問題になったが、福永は横山典弘の「どこの競馬場だろうと2000メートルは2000メートルだ」という言葉を思い起こし、道中は3番手から4番手を付けて、3コーナーあたりから動き出すという作戦を立てた。同競走のコースは小回りで直線の距離が短く、3コーナーも距離にすれば残り2ハロン程度の地点にあたる。
7月3日の競走当日、午後1時前に角居、同2時前に福永が競馬場に到着。1頭取消が出たため、馬番は13番のまま枠が詰められて12番へ移動した。アメリカでは殆どの出走馬が投与されている薬物については、興奮剤ラシックスを使わなかった一方で、怪我や疲労の回復の効果があるビュートは利用した。日本と異なりパドックの側で行う必要のある装鞍作業の際、観衆の注目下に置かれて本馬はイレ込み気味となった。パドックでも二人曳きを余儀なくされたが、鈴木は気合乗りはいつも通りだと感じ取った。ポニーに誘導されて最後の順番で馬場入りしたが、返し馬では掛かるくらいの勢いを見せ、先に馬場入りした地元馬を交わしていった。その後本馬に追いついたポニーに誘導されてゲートに入り、事前の要望通りゲートボーイを付けずに発馬する運びとなった。1番人気は単勝オッズ（日本式）2.2倍のメリョールアインダで、ともに5.4倍で2番人気タイのスリーディグリーズ及びシーザリオがこれに続いた。 
本馬は、「スタートだけは気をつけよう」と考えていた福永の思い通りに好発を決めた。隣の馬がヨレてきたため一瞬ハミを噛みそうになったが、鞍上福永の指示に従い、スローな流れのなかで好位の3番手を追走。その後、福永は3コーナー手前から本馬を追い出した。これに応じて馬なりで先頭に立つと、なおも追われ続けた直線では独走態勢に入り、追い込んできたメリョールアインダを4馬身突き放して優勝。1分59秒03の勝ち時計は2003年のディミトロヴァの記録を0.95秒更新するレースレコード。着差の4馬身もレースレコードであった。現地実況アナウンサーはこの走りを「Japanese superstar」と表現した。
本馬のアメリカンオークス優勝は、日本調教馬として初めてのアメリカG1競走勝利であり、父内国産馬または中央競馬クラシック競走優勝馬として初めての海外G1競走勝利であり、牡牝問わず3歳の日本調教馬として初めての海外競走勝利であった。また、日本調教馬による海外競走の勝利はエイシンプレストンの2003年クイーンエリザベス2世カップ以来2年3か月振り、日本調教牝馬による海外G1競走の勝利はシーキングザパールの1998年のモーリスドゲスト賞以来7年振りであった。この後にも海外G1競走を複数勝利することになる角居厩舎にとっても、やはり最初の海外G1制覇となった。

#### 帰国後
その後シーザリオの陣営は、ベルモントパーク競馬場で施行されるブリーダーズカップ・フィリー&メアターフも視野に入れるローテーションを組むことを表明。しかし、帰国後に放牧に出されていたノーザンファームで右前外側繋靭帯炎を発症していることが判明し、ノーザンファームでの長期休養を余儀なくされた。
2005年度のJPNサラブレッドランキングでは、アメリカンオークスの圧勝と、その際に退けた3着馬シンハリーズと4着馬ルアスラインの両馬が後にG1競走を勝利したことが加味され、「120ポンド」のレーティングが与えられた。これは、国際的に整合性のあるレーティングを与えられた日本調教牝馬のなかでは、1997年ジャパンカップの2着で119ポンドの評価を受けたエアグルーヴを超える史上最高評価であった。同年の3歳芝部門でも、東京優駿で124ポンドの評価を受けたディープインパクトに次ぐ2位に入り、東京優駿2着馬インティライミの114ポンドや菊花賞2着馬アドマイヤジャパンの113ポンドらを上回った。
翌2006年1月10日に発表された2005年度のJRA賞の最優秀3歳牝馬部門では、138票のラインクラフト、6票のエアメサイアを抑えて、147票の最多得票でこれを受賞。加えて最優秀父内国産馬部門でも、61票のカネヒキリ、4票のサクラセンチュリー、3票のデルタブルースなどを抑えて、211票の最多得票でこれを受賞した。また、中央のみの獲得賞金では6位に留まった角居が最多賞金獲得調教師を受賞したことには、同じく中央以外の舞台で活躍したハットトリックやカネヒキリと並んで本馬の貢献があった。
エクリプス賞の最優秀芝牝馬部門にもノミネートされたが、受賞には至らなかった。

### 4歳（2006年） - 引退
故障が徐々に回復してきたことから、同年に新設された古馬牝馬限定競走の第1回ヴィクトリアマイルの出走予定も示され、調整が進められた。なおアジアマイルチャレンジにも登録し、この際に「西沙里奧」の香港表記を与えられている。しかし、調整過程で繋靭帯炎を再発。炎症が慢性化しており、全治1年以上が想定されることから、競走馬として現役の引退が決定した。4月5日に引退が発表され、4月19日付でJRA競走馬登録を抹消された。

## 競走成績
以下の内容は、netkeiba、JBISサーチ、Equibaseの情報に基づく。
| 年月日 | 年月日 | 年月日 | 競馬場           | 競走名             | 格   | 頭 数 | 枠 番 | 馬 番 | 倍率 （人気） | 着順 | 距離          | タイム （上り3F） | 騎手     | 勝ち馬 / （2着馬）   |
| ------ | ------ | ------ | ---------------- | ------------------ | ---- | ----- | ----- | ----- | ------------- | ---- | ------------- | ----------------- | -------- | -------------------- |
| 2004.  | 12.    | 25     | 阪神             | 2歳新馬            |      | 16    | 5     | 10    | 04.2（2人）   | 1着  | 芝1600m（良） | 1:36.7 (34.6)     | 福永祐一 | （ダンツクインビー） |
| 2005.  | 1.     | 9      | 中山             | 寒竹賞             | 500  | 16    | 6     | 11    | 10.3（4人）   | 1着  | 芝2000m（良） | 2:01.6 (35.3)     | 福永祐一 | （アドマイヤフジ）   |
|        | 3.     | 19     | 中山             | フラワーC          | GIII | 14    | 2     | 2     | 01.4（1人）   | 1着  | 芝1800m（良） | 1:49.0 (34.4)     | 福永祐一 | （スルーレート）     |
|        | 4.     | 10     | 阪神             | 桜花賞             | GI   | 18    | 4     | 7     | 03.9（1人）   | 2着  | 芝1600m（良） | 1:33.5 (34.4)     | 吉田稔   | ラインクラフト       |
|        | 5.     | 22     | 東京             | 優駿牝馬           | GI   | 18    | 2     | 4     | 01.5（1人）   | 1着  | 芝2400m（良） | 2:28.8 (33.3)     | 福永祐一 | （エアメサイア）     |
|        | 7.     | 3      | ハリウッドパーク | アメリカンオークス | G1   | 12    | 12    | 13    | 05.4（2人）   | 1着  | 芝10F（良）   | 1:59.03           | 福永祐一 | （Melhor Ainda）     |

## 競走馬としての特徴・評価
調教助手の鈴木裕幸は「F1カーみたいな感じ」「常にフルスロットルのアクセル全開で、最初から最後まで。その中でどれだけアクセル踏みながらブレーキを少しずつ踏んでいけるかというような気性」「ただ、（略）無駄な動きがなかったですし、競馬に行って、（略）力をロスするような掛かり方というのがなかったので、それが結果にも繋がってくれてた」と語っている。
キャロットファームの永島一樹は「シーザリオの素晴らしさは、牡馬顔負けの筋肉質な馬体と、最後の勝負根性を生む猛々しい気性。ふたつが合わさり、爆発的な末脚や、異国の地アメリカで圧勝する精神力が生まれたのだと思います」と語っている。
調教師の角居勝彦は「厩舎の最初の頃に競走馬として結果を出してくれただけじゃなく、繁殖牝馬として帰ってきて、突出した実績を残してくれている」「産駒はそれぞれ父のいいところがうまく引き出されています。共通点としては、本番に強いことと、頭がいいこと」と語り、主戦騎手を務めていた福永祐一はサラブレ2009年3月号にて｢僕が乗った中での最強牝馬。それも群を抜いていた｣と評している。
吉田勝己は2021年のインタビューで、今までで一番思い入れがある馬にシーザリオを選んでいる。

## 繁殖牝馬時代

### 繁殖入り - 2番仔まで
引退時期が日本では種付けシーズンであったため、2006年4月22日にクロフネ、不受胎から改めて5月16日にキングカメハメハと交配し、予定日から3週間遅れた2007年5月2日に初仔となる牡馬トゥエルフスナイトを出産した。同馬は2010年9月18日に札幌6Rの3歳未勝利戦で初勝利を挙げたが、体質の弱さなどが原因で通算成績1戦1勝で2011年7月23日付で競走馬登録を抹消された。
2007年にも続けてキングカメハメハが付けられ、2008年4月22日に2番仔の牝馬ヴァイオラを出産した。体質の弱さがあったため慎重に調整が行われていたが、デビュー前の2011年5月に蹄葉炎の悪化により死亡した。
2008年にはウォーエンブレムが付けられたが、不受胎に終わった。

### 3頭のGI馬を輩出 - 死亡
先述のように素質を高く評価されたキングカメハメハ産駒の2頭がいずれも脚部不安で大成できずに終わり、2009年には四肢頑健なシンボリクリスエスと交配、2010年2月11日に3番仔の牡馬エピファネイアを出産した。同馬は、2013年の菊花賞、2014年のジャパンカップなど重賞4勝をあげた。引退後は、初年度産駒から2020年の無敗での牝馬三冠馬デアリングタクトを送り出すなど種牡馬としても成功した。
2010年も前年に続きシンボリクリスエスと交配し、2011年2月3日に4番仔の牝馬ロザリンドを出産。同馬は競走馬としては未勝利に終わったが、繁殖牝馬として2017年にオーソリティ（父オルフェーヴル）を産んだ。
2013年1月29日に出産した6番仔の牡馬リオンディーズ（父キングカメハメハ）は、2015年の朝日杯フューチュリティステークスで優勝し、2015年度JRA賞最優秀2歳牡馬を受賞。種牡馬入り後に複数の重賞馬を輩出している。
2014年2月14日に出産した7番仔のグローブシアター（父キングカメハメハ）は、2016年のGII競走ホープフルステークスで3着に入り、2021年に障害オープン戦を勝利した。
2016年3月21日に出産した9番仔の牡馬サートゥルナーリア（父ロードカナロア）は、2018年のホープフルステークス、2019年の皐月賞など重賞を4勝し、2019年度JRA賞最優秀3歳牡馬を受賞。これにより本馬は、ダンシングキイ、ハルーワスウィートに続く3頭目の、JRAGI馬の三兄弟を産んだ繁殖牝馬となった。3頭というGI馬の産駒数は先の2頭に並ぶ日本記録タイである。異なる種牡馬で3頭のGI馬を輩出したこと、3頭のGI牡馬を輩出したこと、GI馬が母として3頭のGI馬を輩出したことは、いずれも日本競馬史上初の記録である。
2021年2月27日、子宮周囲の動脈断裂による出血性ショックのため、繋養先のノーザンファームで死亡した。

## 繁殖成績
|        | 馬名               | 誕生年 | 性 | 毛色   | 父                 | 馬主                     | 厩舎                                                           | 戦績                                                                                   | 出典    |
| ------ | ------------------ | ------ | -- | ------ | ------------------ | ------------------------ | -------------------------------------------------------------- | -------------------------------------------------------------------------------------- | ------- |
| 初仔   | トゥエルフスナイト | 2007年 | 牡 | 黒鹿毛 | キングカメハメハ   | （有）キャロットファーム | 栗東・角居勝彦                                                 | 1戦1勝（引退）                                                                         | [ 120 ] |
| 2番仔  | ヴァイオラ         | 2008年 | 牝 | 青鹿毛 | キングカメハメハ   | （有）キャロットファーム | 栗東・角居勝彦                                                 | （死亡）                                                                               | [ 121 ] |
| -      | （不受胎）         | 2009年 |    |        | ウォーエンブレム   | （有）キャロットファーム | 栗東・角居勝彦                                                 |                                                                                        | [ 2 ]   |
| 3番仔  | エピファネイア     | 2010年 | 牡 | 鹿毛   | シンボリクリスエス | （有）キャロットファーム | 栗東・角居勝彦                                                 | 14戦6勝（引退・種牡馬） (GI)菊花賞、ジャパンC (GII)神戸新聞杯 (GIII)ラジオNIKKEI杯2歳S | [ 105 ] |
| 4番仔  | ロザリンド         | 2011年 | 牝 | 黒鹿毛 | シンボリクリスエス | （有）キャロットファーム | 栗東・角居勝彦                                                 | 6戦0勝（引退・繁殖牝馬） 仔にオーソリティ                                              | [ 122 ] |
| 5番仔  | クローディオ       | 2012年 | 騸 | 鹿毛   | ハービンジャー     | （有）キャロットファーム | 栗東・石坂正                                                   | 18戦1勝（引退・乗馬）                                                                  | [ 124 ] |
| 6番仔  | リオンディーズ     | 2013年 | 牡 | 黒鹿毛 | キングカメハメハ   | （有）キャロットファーム | 栗東・角居勝彦                                                 | 5戦2勝（引退・種牡馬） (GI)朝日杯FS                                                    | [ 112 ] |
| 7番仔  | グローブシアター   | 2014年 | 牡 | 黒鹿毛 | キングカメハメハ   | （有）キャロットファーム | 栗東・角居勝彦 →栗東・中竹和也 →栗東・角居勝彦 →栗東・辻野泰之 | 26戦7勝（引退）                                                                        | [ 114 ] |
| 8番仔  | シーリア           | 2015年 | 牝 | 青鹿毛 | キングカメハメハ   | （有）キャロットファーム | 栗東・角居勝彦 →栗東・中竹和也 →栗東・角居勝彦                 | 14戦2勝（引退・繁殖牝馬）                                                              | [ 135 ] |
| 9番仔  | サートゥルナーリア | 2016年 | 牡 | 黒鹿毛 | ロードカナロア     | （有）キャロットファーム | 栗東・角居勝彦 →栗東・中竹和也 →栗東・角居勝彦                 | 10戦6勝（引退・種牡馬） (GI)ホープフルS、皐月賞 (GII)神戸新聞杯、金鯱賞                | [ 116 ] |
| 10番仔 | ファーストフォリオ | 2017年 | 牝 | 栗毛   | キングカメハメハ   | （有）キャロットファーム | 栗東・須貝尚介                                                 | 18戦4勝（引退・繁殖牝馬）                                                              | [ 137 ] |
| 11番仔 | ルペルカーリア     | 2018年 | 牡 | 鹿毛   | モーリス           | （有）キャロットファーム | 栗東・友道康夫                                                 | 12戦2勝（現役）                                                                        | [ 138 ] |
| -      | （流産）           | 2019年 |    |        | ロードカナロア     |                          |                                                                |                                                                                        | [ 2 ]   |
| 12番仔 | テンペスト         | 2020年 | 牝 | 黒鹿毛 | ロードカナロア     | （有）キャロットファーム | 美浦・国枝栄                                                   | 8戦1勝 (現役)                                                                          | [ 139 ] |
| -      | （妊娠中に死亡）   | 2021年 |    |        | ロードカナロア     |                          |                                                                |                                                                                        | [ 2 ]   |

- 2025年4月22日現在

## エピソード

### アメリカ遠征
- 2005年のアメリカンオークスの出走馬には、シーザリオのほかに、後に繁殖牝馬として日本の競馬に影響を与える競走馬が複数いた[61]。競走時は大きく注目されていなかったが、上記の通りシンハリーズ（単勝44.3倍、3着、2016年優駿牝馬を制したシンハライトの母）、イスラコジーン（単勝46.4倍、9着、2014年皐月賞を制したイスラボニータの母）、シルクアンドスカーレット（単勝24.6倍、11着、2011年マイルチャンピオンシップを制したエイシンアポロンの母）が出走していた（#アメリカンオークス参照）[69][61]。

- アメリカンオークスの競走結果に関して現地メディアは、本馬が後続馬に差されないほどの圧倒的な能力を発揮したことと、優駿牝馬のような追い込み戦法を取らなかったことの2点に注目した[140]。現地記者は優駿牝馬の参考VTRによってでしか本馬を知らなかったため、日本人記者に対して「なぜシーザリオはあんな前でレースをしたんだ！」「なぜ福永騎手は1000ギニー（桜花賞）でシーザリオに乗らなかったんだ！」などの質問を寄せたという[140]。

### 「日米オークス」
日本のオークスに加えてアメリカンオークスを優勝した本馬は、「日米オークス馬」と称される場合がある。ただし、この「日米オークス」の表現を誤用とする向きもある。自らのスポンサーがアメリカン航空であるために「アメリカン」の名を冠していたアメリカンオークスは、その競走名が名辞的に「日本のオークス」に対応する「アメリカのオークス」という意味を持っているわけではないからである。一般的にアメリカの「オークス」を代表する競走としては、ダート競走のケンタッキーオークスやCCAオークスが挙げられる。

### ヨークシャーオークス
2005年、ゼンノロブロイがインターナショナルステークスへの遠征を行った際、福永はこれに同行してヨーク競馬場の見学を行った。この際、福永は本馬のアメリカンオークス後の次走としてヨークシャーオークスへの遠征の構想を考えていたという。

## 血統表
| シーザリオの血統                                 | シーザリオの血統                                                    | シーザリオの血統                                                    | （血統表の出典）                                                    | （血統表の出典）   |
| 父系                                             | サンデーサイレンス系                                                | サンデーサイレンス系                                                | サンデーサイレンス系                                                | [ § 2 ]            |
| 父 スペシャルウィーク 1995 黒鹿毛                | 父の父* サンデーサイレンス Sunday Silence 1986 青鹿毛               | Halo                                                                | Hail to Reason                                                      | Hail to Reason     |
| 父 スペシャルウィーク 1995 黒鹿毛                | 父の父* サンデーサイレンス Sunday Silence 1986 青鹿毛               | Halo                                                                | Cosmah                                                              |                    |
| 父 スペシャルウィーク 1995 黒鹿毛                | 父の父* サンデーサイレンス Sunday Silence 1986 青鹿毛               | Wishing Well                                                        | Understanding                                                       | Understanding      |
| 父 スペシャルウィーク 1995 黒鹿毛                | 父の父* サンデーサイレンス Sunday Silence 1986 青鹿毛               | Wishing Well                                                        | Mountain Flower                                                     |                    |
| 父 スペシャルウィーク 1995 黒鹿毛                | 父の母キャンペンガール 1987 鹿毛                                    | マルゼンスキー                                                      | Nijinsky                                                            | Nijinsky           |
| 父 スペシャルウィーク 1995 黒鹿毛                | 父の母キャンペンガール 1987 鹿毛                                    | マルゼンスキー                                                      | * シル                                                              |                    |
| 父 スペシャルウィーク 1995 黒鹿毛                | 父の母キャンペンガール 1987 鹿毛                                    | レディーシラオキ                                                    | * セントクレスピン                                                  | * セントクレスピン |
| 父 スペシャルウィーク 1995 黒鹿毛                | 父の母キャンペンガール 1987 鹿毛                                    | レディーシラオキ                                                    | ミスアシヤガワ                                                      |                    |
| 母 * キロフプリミエール Kirov Premiere 1990 鹿毛 | 母の父Sadler's Wells 1981 鹿毛                                      | Northern Dancer                                                     | Nearctic                                                            | Nearctic           |
| 母 * キロフプリミエール Kirov Premiere 1990 鹿毛 | 母の父Sadler's Wells 1981 鹿毛                                      | Northern Dancer                                                     | Natalma                                                             |                    |
| 母 * キロフプリミエール Kirov Premiere 1990 鹿毛 | 母の父Sadler's Wells 1981 鹿毛                                      | Fairy Bridge                                                        | Bold Reason                                                         | Bold Reason        |
| 母 * キロフプリミエール Kirov Premiere 1990 鹿毛 | 母の父Sadler's Wells 1981 鹿毛                                      | Fairy Bridge                                                        | Special                                                             |                    |
| 母 * キロフプリミエール Kirov Premiere 1990 鹿毛 | 母の母Querida 1975 黒鹿毛                                           | Habitat                                                             | Sir Gaylord                                                         | Sir Gaylord        |
| 母 * キロフプリミエール Kirov Premiere 1990 鹿毛 | 母の母Querida 1975 黒鹿毛                                           | Habitat                                                             | Little Hut                                                          |                    |
| 母 * キロフプリミエール Kirov Premiere 1990 鹿毛 | 母の母Querida 1975 黒鹿毛                                           | Principia                                                           | Le Fabuleux                                                         | Le Fabuleux        |
| 母 * キロフプリミエール Kirov Premiere 1990 鹿毛 | 母の母Querida 1975 黒鹿毛                                           | Principia                                                           | Pia                                                                 |                    |
| 母系(F-No.)                                      | Prompt Payment系(FN:16-a)                                           | Prompt Payment系(FN:16-a)                                           | Prompt Payment系(FN:16-a)                                           | [ § 3 ]            |
| 5代内の近親交配                                  | Northern Dancer 5×3、Hail to Reason 4×5、Turn-to 5×5、Almahmoud 5×5 | Northern Dancer 5×3、Hail to Reason 4×5、Turn-to 5×5、Almahmoud 5×5 | Northern Dancer 5×3、Hail to Reason 4×5、Turn-to 5×5、Almahmoud 5×5 | [ § 4 ]            |
| 出典                                             | 1. 2. 3. 4.                                                         | 1. 2. 3. 4.                                                         | 1. 2. 3. 4.                                                         | 1. 2. 3. 4.        |

- 母キロフプリミエールは1993年のラトガーズハンデキャップ（米GIII）勝ち馬。
- 4代母Piaは1967年の英オークス勝ち馬。
- 母の半姉Be Discreetの曾孫に福島牝馬S勝ち馬のスイートサルサがいる。
- その他の近親はプラッキーリエージュ#主なファミリーラインを参照。